# تنت
تِنِت (به انگلیسی: Tenet) یا انگاشته فیلمی در ژانر علمی تخیلی اکشن دلهره‌آور به نویسندگی، تهیه‌کنندگی و کارگردانی کریستوفر نولان است که در سال ۲۰۲۰ اکران شد. جان دیوید واشینگتن، الیزابت دبیکی، کنت برانا، رابرت پتینسون و آرون تیلور-جانسون ستارگان فیلم هستند. داستان فیلم دربارهٔ دو جاسوس حرفه‌ای است که برای پیش‌گیری از وقوع جنگ جهانی سوم درگیر یک ماجرای پیچیده می‌شوند.
نولان بیشتر از پنج سال بر روی فیلم‌نامه کار کرد که شامل تحقیقات او دربارهٔ مسائلی همچون پیکان زمان نیز می‌شد. کار تولید فیلم به صورت رسمی از اواخر سال ۲۰۱۸ آغاز و در مارس ۲۰۱۹ گروه بازیگران تکمیل شد. تنت در طی سه ماه و در هفت کشور جلوی دوربین رفت. فیلم ابتدا قرار بود در ماه ژوئیهٔ ۲۰۲۰ به روی پرده برود، اما به دلیل شیوع کووید ۱۹، نمایش آن دو بار به تأخیر افتاد. فیلم در تاریخ ۲ سپتامبر ۲۰۲۰ توسط برادران وارنر به صورت آی‌مکس، ۳۵ میلی‌متری و ۷۰ میلی‌متری اکران شد.
تنت با واکنش مثبت منتقدان همراه بود. گروه بازیگری و وجه فنی فیلم ستایش شد. اما از نظر پیچیدگی و گنگ بودن داستان و ضعف در شخصیت‌پردازی مورد انتقاد قرار گرفت. فیلم ۳۶۳ میلیون دلار در سراسر جهان فروش کرد و به پنجمین فیلم پرفروش سال ۲۰۲۰ تبدیل شد، در حالی که ۲۰۰ میلیون دلار بودجهٔ ساخت آن بوده که تنت را به یک بمب گیشه تبدیل می‌کند. مهم‌ترین دلیل شکست فیلم در گیشه، نمایش آن در زمان همه‌گیری کرونا اعلام شد. این فیلم برندهٔ جایزه اسکار بهترین جلوه‌های تصویری شد.

## خلاصهٔ داستان
یک مأمور سیا، «پروتاگونیست (قهرمان)»، در عملیات استخراج‌سازی یک دست‌سازه در اپرای ملی اوکراین شرکت می‌کند و پس از تصاحب آن، توسط مزدورانی اسیر و شکنجه شده و بعد از خوردن قرص خودکشی به هوش می‌آید اما متوجه می‌شود که قرص خودکشی در واقع یک آزمون وفاداری بود و همچنین این‌که دست‌سازه گم شده‌است. پروتاگونیست توسط سازمانی به نام تنت استخدام می‌شود و یک دانشمند (با بازی کلمانس پوئزی) در مورد گلوله‌هایی با آنتروپی «وارونه» به او توضیحاتی می‌دهد، به این معنی که این گلوله‌ها در طول زمان به عقب حرکت می‌کنند. پروتاگونیست از طریق یک رابط سیا با راهنمای خود، «نیل»، ملاقات می‌کند و پس از ردگیری گلوله‌های وارونه‌شده به پریا سینگ، دلال اسلحه در بمبئی می‌رسند. آن‌ها درمی‌یابند که پریا یکی از اعضای تِنِت است و گلوله‌های او توسط الیگارشی روسی به نام «آندری ساتور» خریداری و وارونه شده‌است.
پروتاگونیست با «کت»، همسر ساتور که در حال حاضر با او قطع رابطه کرده روبرو می‌شود. کت به‌عنوان یک ارزیابی‌کنندهٔ آثار هنری به اشتباه صحت اصالت نقاشی جعلی «گویا» را تأیید می‌کند. پروتاگونیست به او می‌گوید که ساتور نقاشی را از جاعلی به نام «آرپو» خریداری کرده‌است و از این طریق قصد باج‌گیری از کت برای نگه‌داشتن او در رابطه را دارد. پروتاگونیست و نیل نقشه می‌کشند تا نقاشی را از انبار بندر آزاد روتاس در فرودگاه اسلو بدزدند. آن‌ها در آنجا با دو مرد نقابدار که از دستگاهی بیرون می‌آیند درگیر می‌شوند. پس از این اتفاق، پریا توضیح می‌دهد که این دستگاه در واقع به‌عنوان یک «درگاه» عمل می‌کند و می‌تواند آنتروپی اشیاء و افراد را وارونه کند و افراد نقابدار همان اشخاصی بودند که در جهت‌های مختلف در طول زمان در حال حرکت بودند.
کت پروتاگونیست را به ساتور معرفی می‌کند و متوجه می‌شود که نقاشی صدمه ندیده‌است. ساتور قصد دارد پروتاگونیست را بکشد، اما پروتاگونیست جان ساتور را درحالی‌که کت در تلاش برای غرق کردن اوست، نجات می‌دهد. ساتور و پروتاگونیست برای بازیابی کیفی که ظاهراً حاوی پلوتونیوم ۲۴۱ است، با یکدیگر همکاری می‌کنند. در تالین، پروتاگونیست و نیل به یک کاروان شبیخون زده و کیف را می‌دزدند. این کیف در واقع حاوی دست‌سازهٔ گمشده در شهر کیف است. ساتور [در دنیای] وارونه درحالی‌که کت را گروگان گرفته، به آن‌ها شبیخون می‌زند. پروتاگونیست کیف خالی را به ساتور می‌دهد، و او پس از گرفتن آن عقب‌نشینی می‌کند. پروتاگونیست کت را نجات می‌دهد اما خیلی زود گیر می‌افتد و به‌وسیلهٔ درگاه به یک انبار منتقل می‌شود.
در انبار، ساتور وارونه به کت با یک گلوله معکوس شلیک می‌کند و از او محل دقیق دست‌سازه را می‌پرسد. مأموران تنت به رهبری آیوز سر می‌رسند و در حالی‌که ساتور از طریق درگاه فرار می‌کند، پروتاگونیست را نجات می‌دهند و زخم کت را به‌وسیلهٔ درگاه درمان می‌کنند. پروتاگونیست که اکنون وارونه شده‌است، در زمان به عقب رفته و به محل کمینگاه می‌رود تا دست‌سازه را پس بگیرد اما موفق نشده و ساتور آن را می‌گیرد. ماشین پروتاگونیست توسط ساتور واژگون شده و آتش می‌گیرد، اما نیل او را نجات می‌دهد.
پروتاگونیست، نیل و کت به عقب و به بندر آزاد در اسلو برمی‌گردند. پروتاگونیست با خود گذشته‌اش مبارزه می‌کند، وارد درگاه می‌شود و به همراه نیل و کیت بازمی‌گردند. کمی بعد، پریا توضیح می‌دهد که ساتور در حال جمع‌آوری دست‌سازه‌ها برای کنار هم گذاشتن «الگوریتمی» است که می‌تواند به‌طور فاجعه‌باری آنتروپی کرهٔ زمین را وارونه کند.
کت فاش می‌کند که ساتور به خاطر سرطان لوزالمعده در شرف مرگ است. آن‌ها عقیده دارند که ساتور از کلید مرد مرده برای ارسال محل الگوریتم به آینده استفاده می‌کند. کت معتقد است که ساتور به گذشته سفر می‌کند تا در تعطیلات خود در ویتنام خودکشی کند. پروتاگونیست، نیل، کت و مأموران تنت به آن روز در گذشته بازمی‌گردند تا کت به عنوان خود گذشته‌اش ساتور را به مدت کافی زنده نگه دارد تا مأموران تنت بتوانند الگوریتم را به دست بیاورند. تنت رد الگوریتم را می‌گیرد و به شهر زادگاه ساتور که به شدت محافظت می‌شود، می‌رسند. آن‌ها همزمان با نیروهای وارونه و غیر وارونه به صورت گازانبری به آن جا حمله می‌کنند. ساتور فاش می‌کند که مردم در آینده، به امید اینکه بتوانند اثرات تغییرات آب و هوایی را وارونه کنند، از او می‌خواهند تا قطعات الگوریتم را پیدا و جمع‌آوری کند. یک سرباز وارونه که یک آویزهٔ سرخ‌رنگ بر تن دارد، خود را برای نجات پروتاگونیست و آیوز که در حال تلاش برای دستیابی به الگوریتم هستند، فدا می‌کند. در همین حال، در ویتنام، کات ساتور را می‌کشد و امیدوار است تیم تنت توانسته باشد به الگوریتم دست پیدا کند.
پروتاگونیست، نیل و آیوز، الگوریتم را از بین برده و از هم جدا می‌شوند. پروتاگونیست متوجه می‌شود که نیل آویزهٔ سرخ‌رنگی بر تن دارد. نیل فاش می‌کند که در گذشته توسط پروتاگونیست استخدام شده بود. از آنجا که کت بیش از حد می‌دانست، پریا تلاش می‌کند تا او را از بین ببرد، اما پریا توسط پروتاگونیست کشته می‌شود و در آخر به این نتیجه می‌رسیم که پروتاگونیست در واقع مغز متفکر پشت تنت است.

## بازیگران
- جان دیوید واشینگتن
- رابرت پتینسون
- الیزابت دبیکی
- کلمانس پوئزی
- مایکل کین
- آرون تیلور-جانسون
- کنت برانا
- دیمپل کاپادیا
- مارتسل سابات

## ساخت

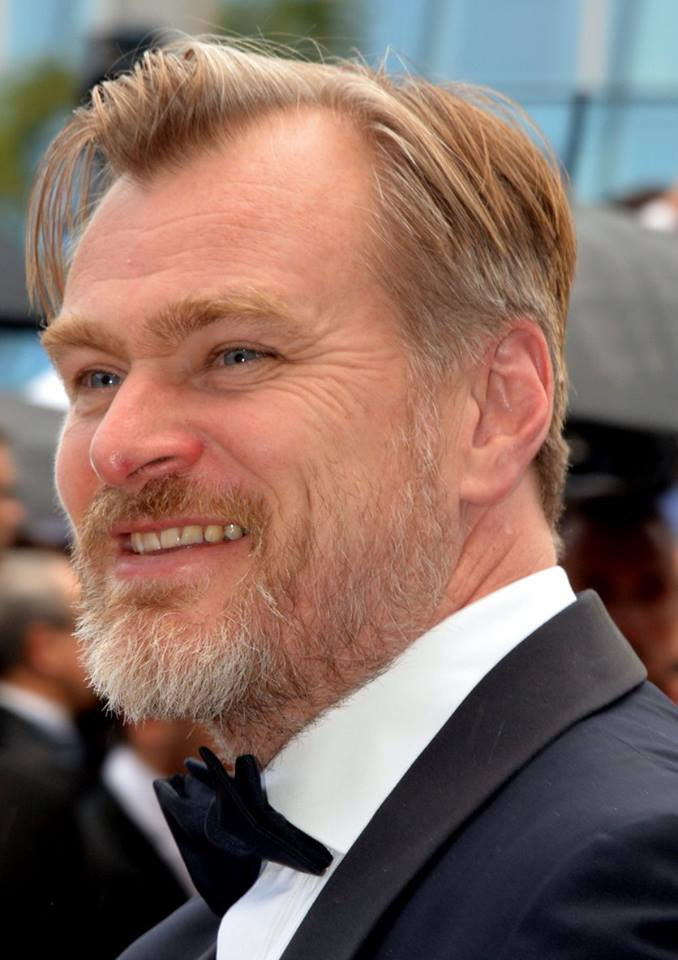
کریستوفر نولان، نویسنده و کارگردان

در ژانویهٔ ۲۰۱۹ اعلام شد که کریستوفر نولان ساخت فیلم جدید خود را آغاز کرده است. نولان بیش از پنج سال روی فیلم‌نامهٔ این فیلم علمی تخیلی کار کرده بود. او پیش از این به‌مدت بیش از یک دهه در مورد ایده‌های اصلی این فیلم بررسی دقیقی انجام داده بود. سپس اعلام شد که فیلم در تاریخ ۱۷ ژوئیهٔ ۲۰۲۰ نمایش داده خواهد شد. در مارس ۲۰۱۹ اعلام شد که رابرت پتینسون، جان دیوید واشینگتن و الیزابت دبیکی به عنوان بازیگران اصلی فیلم به پروژه پیوسته‌اند.
فیلم‌برداری فیلم از مهٔ ۲۰۱۹ آغاز شد. تنت در هفت کشور از جمله بریتانیا، هند، دانمارک و ایتالیا جلوی دوربین رفت. در مهٔ ۲۰۱۹، عنوان تنت برای فیلم اعلام شد و سپس خبر رسید که کنت برانا، دیمپل کاپادیا، آرون تایلر-جانسون، کلیمانس پوزی و مایکل کین به گروه بازیگران فیلم اضافه شدند. نولان این فیلم را نیز همچون آثار قبلی خود با دوربین ۷۰ میلی‌متری آی‌مکس که بسیار به آن علاقه دارد، فیلم‌برداری کرده است.

## موسیقی
بعد از پرستیژ و بی خوابی این سومین فیلم نولان است که هانس زیمر ساخت موسیقی آن را برعهده ندارد. وظیفهٔ آهنگسازی این فیلم برعهدهٔ لودویگ گورانسون است که در سال ۲۰۱۸ برای ساخت موسیقی فیلم پلنگ سیاه برنده جایزه اسکار بهترین موسیقی فیلم شد.